# Cryptorhopalum electron
Cryptorhopalum electron is een keversoort uit de familie spektorren (Dermestidae). De wetenschappelijke naam van de soort werd in 1972 gepubliceerd door Beal.